# Поварёнкин, Валентин Кириллович
Валентин Кириллович Поварёнкин — советский хозяйственный, государственный и политический деятель, Герой Социалистического Труда.

## Биография
Родился в 1910 году. Член КПСС с года.
С 1928 года — на хозяйственной, общественной и политической работе. В 1928—1973 гг. — зоотехник Черновского райисполкома Свердловской области, старший зоотехник совхозов «Дубовский» и «Обливский» Азово-Черноморского края, старший зоотехник молочного совхоза «Горняк», принимал активное участие в перегоне племенного скота за Урал, директор молочного совхоза «Горняк» Октябрьского района Ростовской области.
Указом Президиума Верховного Совета СССР от 8 февраля 1954 года присвоено звание Героя Социалистического Труда с вручением ордена Ленина и золотой медали «Серп и Молот».
Умер в Октябрьском районе в 1973 году.

## Память
- Школа № 23 имени Героя Социалистического Труда Валентина Кирилловича Поварёнкина в посёлке Красногорняцкий (Ростовская область)[1]